# Literaturpreis der Stadt Fulda
Der Literaturpreis der Stadt Fulda ist ein deutscher Literaturpreis der Stadt Fulda, der erstmals 2019 für das beste deutschsprachige Prosadebüt der Büchersaison vergeben wurde und seitdem jährlich verliehen wird.
Der Preis ist mit 10.000 Euro dotiert (Stand 2024) und wird von einer fünfköpfigen Jury vergeben, zu der jeweils zwei Autoren, zwei Literaturkritiker sowie der Preisträger des Vorjahres gehören. Jedes Jurymitglied schlägt fünf Werke vor, aus denen dann jeweils zwei für eine Shortlist mit 10 Titeln ausgewählt werden. Der Preisträger wird dann bei der Sitzung der Jury ermittelt.
Die Preisübergabe erfolgt im Fuldaer Stadtschloss im Rahmen der Lesereihe Literatur im Stadtschloss. Die Organisation der Preisverleihung obliegt Silke Hartmann von der Frankfurter Agentur Kulturperle.
Erste Preisträgerin war 2019 Johanna Maxl mit Unser großes Album elektrischer Tage, 2018 erschienen bei Matthes & Seitz, das im selben Jahr als Theaterprojekt der Gruppe James & Priscilla auf die Bühne kam.
2020 wurden mit Nadine Schneider für Drei Kilometer (erschienen bei Jung und Jung) und Olivia Wenzel für 1000 Serpentinen Angst (erschienen im S. Fischer Verlag) zwei Autorinnen ausgezeichnet; die Dotierung wurde geteilt.
2021 ging der Preis an Die Geschichte eines einfachen Mannes, das im Piper Verlag erschienene Debütwerk von Timon Karl Kaleyta.
2022 wurde Hast du uns endlich gefunden von Edgar Selge ausgezeichnet.
Preisträgerin des Jahres 2023 war Silke Stamm für ihren Roman Hohe Berge. 2024 wurde Konstantin Ferstl für Die blaue Grenze prämiert.